# Красное (бывшее Андроновское сельское поселение)
Красное — деревня в Кадуйском районе Вологодской области.
Входит в состав Никольского сельского поселения (до 2015 года входила в Андроновское сельское поселение), с точки зрения административно-территориального деления — в Андроновский сельсовет.
Расположена на левом берегу реки Шулма. Расстояние по автодороге до районного центра Кадуя — 50 км, до центра сельсовета деревни Андроново — 12 км. Ближайшие населённые пункты — Илемное, Копосово, Язвицево.
По переписи 2002 года население — 37 человек (16 мужчин, 21 женщина). Всё население — русские.